# Парни в группе (фильм, 2020)
«Парни в группе» (англ. The Boys in the Band) — американский драматический художественный фильм, ремейк одноимённого фильма 1970 года режиссёра Уильяма Фридкина и одновременно экранизация бродвейской постановки пьесы Марта Кроули 2018 года. В центре сюжета находится группа мужчин-геев, собравшихся в нью-йоркской квартире на вечеринке по случаю дня рождения.

## Сюжет
Майкл готовит в своей квартире на Манхеттене вечеринку в честь дня рождения своего друга Гарольда. Первым приезжает Дональд, экс-бойфренд Майкла, у которого отменился приём у психиатра. Майкл рассказывает, что одержим шопингом, по уши в долгах и не пьёт спиртное уже 5 недель.
Неожиданно Майклу звонит Алан МакКарти, его друг из Джорджтаунского колледжа, гетеросексуал, и взволнованно, со слезами говорит, что ему нужно срочно увидеть Майкла. Майкл нехотя соглашается, ведь его однокурсник не знает, что он — гей.
Затем появляются Бернард, Эмори, Хэнк и Лэрри. Майкл просит друзей при Алане вести себя аккуратнее. Тут опять звонит Алан и переносит встречу на завтрашний день.
В ожидании опаздывающего Гарольда на вечеринке начинается веселье, мужчины начинают танцевать на террасе. В самый неожиданный момент приходит Алан. Он разговаривает с компанией, а потом Майкл и Алан уходят поговорить в спальню наверху. Алан говорит, что ему понравились Хэнк и Дональд, а Эмори, как самый манерный и женственный, показался раздражающим, но прибавляет, что ему плевать, что делают люди, если они не навязают это всему миру. Он не хочет говорить, зачем приехал.
Приходит «Ковбой», молодой проститут, которого нанял Эмори в подарок Гарольду. Он по ошибке целует открывшего дверь Майкла и поёт ему Happy Birthday to You.
Спустившийся вниз Алан вступает с Эмори в словесную перепалку и бьёт его по лицу. В разгар переполоха приходит Гарольд, уже выкуривший косячок. Он в восторге от «Ковбоя» и не слишком рад постороннему гетеросексуалу. Майкл начинает стаканами поглощать алкоголь. Бернард уводит окровавленного Эмори умываться, а Алана начинает тошнить, его уводит в туалет Хэнк. 
Эмори угощает всех своей лазаньей. Майкл и Гарольд обмениваются колкостями. А затем наступает время задувать свечи на торте и разворачивать подарки. Лэрри дарит постер, Хэнк — свитер, Бернард — наколенники со стразами и монограммой. От Майкла Гарольд получает его фото в серебряной рамке с надписью и датой. Когда все интересуются, что написано, тот отвечает, что это кое-что личное и благодарит Майкла.
Начинается ливень и все перемещаются с террасы в квартиру.
Кульминацией вечера становится «игра», которую затевает Майкл, в ходе которой каждый из мужчин должен позвонить человеку, которого он любил и рассказать ему об этом. Гарольд и Дональд сразу отказываются участвовать. Алан неожиданно предлагает Хэнку уйти вместе.  Хэнк признаётся ему, что они с Лэрри любовники, он оставил жену и детей ради него. Первым становится Бернард, который звонит мужчине, которого любил в подростковом возрасте. Хотя ему удалось поговорить только с его матерью, он жалеет об этом звонке до конца вечера. Эмори звонит мужчине, в которого был влюблен в старших классах, но так и не называет своего имени. Тот бросает трубку. Хэнк звонит в службу сервиса дома, в котором он живëт вместе с Лэрри, и оставляет ему сообщение с признанием в любви. Выясняется, что Лэрри хочет быть в свободных отношениях, а Хэнк в моногамных. Хэнк даже предлагает в качестве компромисса секс втроём. Лэрри против и не отрицает, что у них с Дональдом была связь, как и с другими мужчинами. Однако Лэрри звонит по второму телефону и, когда Хэнк берёт трубку, тоже признаётся ему в любви. Они уходят в спальню.
«Ковбой» спрашивает у Майкла, почему он сам не звонит никому, Гарольд саркастично бросает, что тот в жизни никого не любил. Майкл доходит до пика нервного напряжения и злобного опьянения и говорит, что Алан — скрытый гей, в колледже был влюблён в их общего друга Джастина Стюарта. Алан всё отрицает, говорит, что Джастин лжёт о их сексе из мести за прекращённую дружбу. Тогда Майкл заставляет Алана звонить Джастину. Тот звонит, говорит, что любит и просит прощения. Майкл, вырвав у Алана трубку, с удивлением узнаёт, что тот говорит со своей женой Френ. Алан уходит. Зрители никогда не узнают, что он хотел рассказать Майклу.
Гарольд говорит Майклу, что тот не может принять свою сексуальную ориентацию. Он благодарит всех за вечеринку и уходит, прихватив подарки и «Ковбоя». Напоследок он обещает позвонить Майклу завтра.
Эмори и Бернард тоже уходят. У Майкла случается истерика, он плачет и говорит: «Господи, что я наделал?!». Дональд утешает его и даёт ему успокоительное. «Вот бы мы так себя не презирали…», — вздыхает Майкл. Немного успокоившись, он идёт в церковь Святого Малахия на мессу. В конце зритель видит, как Майкл потерянно бредёт по тёмным улицам, а потом начинает бежать.

## В ролях
| Актёр                    | Роль     |
| ------------------------ | -------- |
| Джим Парсонс             | Майкл    |
| Закари Куинто            | Гарольд  |
| Мэтт Бомер               | Дональд  |
| Эндрю Рэннеллс           | Лэрри    |
| Так Уоткинс              | Хэнк     |
| Майкл Бенжамин Вашингтон | Бернард  |
| Робин де Хесус           | Эмори    |
| Брайан Хатчинсон         | Алан     |
| Чарли Карвер             | «Ковбой» |